# Liu Qiuhong
Dans ce nom chinois, le nom de famille, Liu, précède le nom personnel.
Liu Qiuhong (née le 26 novembre 1988 à Mudanjiang, Heilongjiang) est une patineuse de vitesse sur piste courte chinoise.

## Carrière
Pendant les championnats du monde 2008, Liu gagne la médaille d'argent au 500 m femmes.
Au circuit de Coupe du monde 2008-2009, elle arrive cinquième au 1 500 m, l'épreuve qu'elle affirme le moins aimer. Elle arrive troisième à la manche de Montréal et deuxième à Marquette. Elle fait partie de l'équipe de relais qui remporte les trois dernières manches du circuit.
Liu participe aux Jeux olympiques d'hiver de 2010 à Vancouver et participe aux quatre épreuves : 500 m, 1 000 m, 1 500 m et 3 000 m relais. Elle est considérée à l'époque comme la deuxième meilleure patineuse chinoise après Wang Meng. 